# Ingeborg von Erlach
Ingeborg von Erlach (* 19. April 1940 als Ingeborg Heuer in Biel; † 16. November 2023 in Bern) war eine Schweizer Künstlerin und Buchillustratorin.

## Leben
Ingeborg von Erlach wurde als Tochter des Hubert Heuer (1901–1978) und der Blanche Dickson aus Schweden in Biel geboren. Sie war die Urenkelin von Edouard Heuer, dem Gründer der Uhrenmanufaktur Heuer. Ingeborg von Erlach besuchte die Schulen in Biel, das Hochalpine Institut Ftan und die Kunstgewerbeschule in Zürich. 1962 heiratete sie den Berner Juristen Thüring von Erlach (* 1933). Sie war Mutter von zwei Söhnen (* 1962, * 1964).
Ingeborg von Erlach illustrierte und verfasste Bücher, malte Aquarell und Gouache und stellte regelmässig ihre Werke aus, vorwiegend in Bern und der Westschweiz. 2010 fand im Schloss Jegenstorf eine grosse Ausstellung mit Gouachen und Installationen statt.
Sie lebte in Bern und Mont-sur-Rolle.

## Werke
- Gisiger, Ulrich: Lieber Jack! Bern sieht wie ein Walfisch aus, 1968, mit Illustrationen von Ingeborg von Erlach.
- Berner Feste und Umzüge, 1976.
- Auf den Spuren von Wilhelm Tell, 1981.
- Berner Städte, villes bernoises, bernese towns, 1981.
- Alfama, 1982, mit Illustrationen und Texten von Ingeborg von Erlach.
- Bärner Läbchuechebuech. Neue Berner Lebkuchen, mit vielen anregenden Rezepten und einer Erzählung von Rudolf von Tavel 1982.
- Bärner Bärometer oder der Bär ist das Mass aller Dinge, 1985.
- Ulrich Gisiger: Lieber Jack! Noch sieht Bern wie ein Walfisch aus, 1986, mit Illustrationen von Ingeborg von Erlach.
- Berner Agenda, 2000.
- Guido Schmezer: 125 Jahre «Spysi», 2002, mit Illustrationen von Ingeborg von Erlach.